# Les Aventures de Totor, C.P. des hannetons
As Aventuras de Totor, Líder Escoteiro dos Besouros (em francês:  Les Aventures de Totor, C.P. des hannetons) é a primeira banda desenhada do cartunista belga Hergé que, mais tarde, ficaria conhecido como o autor da série As Aventuras de Tintim. As aventuras de Totor foram editadas pela primeira vez em 1926, e durariam até 1929, numa revista belga sobre escotismo, Le Boy Scout Belge. As histórias giram à volta de Totor, um escoteiro belga que viaja para visitar os seus tios no Texas, nos Estados Unidos. Ali, passa por tribos nativas selvagens e gangsters, os quais consegue sempre iludir, antes de regressar à Bélgica.
Tal como as bandas desenhadas de Christophe, comuns na Europa Ocidental naquele tempo, a série consistia de imagens com legendas separadas, embora Hergé tenha começado a experimentar a utilização de balões de diálogo, um elemento que foi buscar às revistas norte-americanas. Em 1929, Hergé criou Tintim para a nova história, Tintin au pays des Soviets, baseado em Totor.